# Haus Klötzerbahn 27

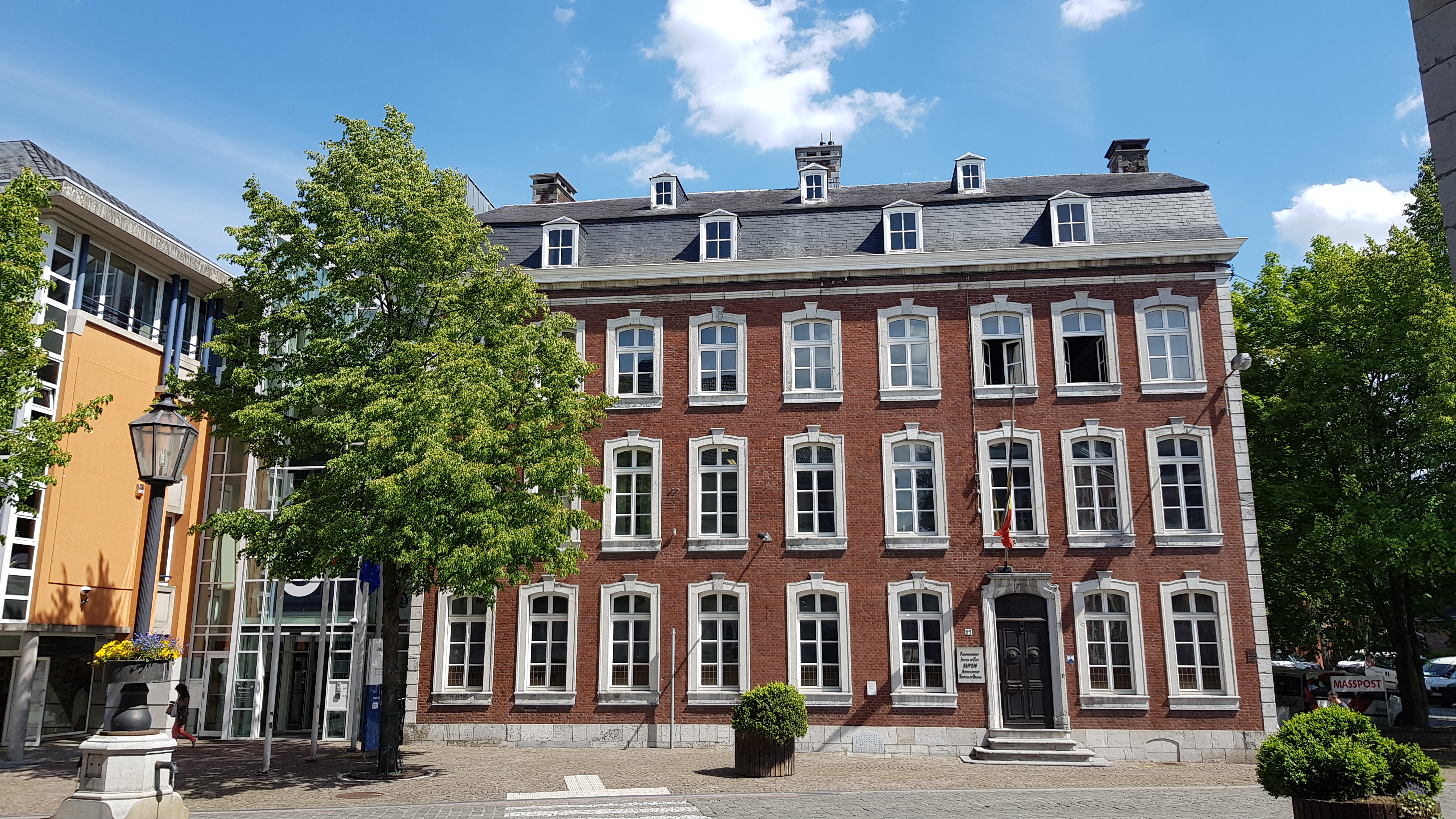
Haus Klötzerbahn 27 (2019)

Das Haus Klötzerbahn 27 ist ein ehemaliges Bürgerhaus in Eupen in der Deutschsprachigen Gemeinschaft von Ostbelgien. Es wurde 1757 im Stil des Barock erbaut und 1985 unter Denkmalschutz gestellt. Bis zum Jahr 2020 beherbergte das Gebäude das Friedensgericht des Gerichtskantons Eupen sowie das Arbeitsgericht des Gerichtsbezirks Eupen. Anschließend wurde diese Immobilie der Deutschsprachigen Gemeinschaft verkauft, die sie mit dem angrenzenden Gebäudekomplex des Ministeriums der Deutschsprachigen Gemeinschaft bautechnisch und funktional verband.

## Geschichte
Der Bau des Bürgerhauses Klötzerbahn 27 im Jahr 1757 wird dem Tuchfabrikanten Renier François Grand Ry (1716–1777) zugeschrieben, dessen Familie noch weitere mondäne Stadthäuser in Eupen errichten ließ. Bereits 1769 wurde das stattliche Anwesen mit Park und Wirtschaftsräumen durch Jacob Breuls erworben, in dem er seine Tuchfabrik „Jacob Breuls & Söhne“ einrichtete. Im Nachbarhaus Klötzerbahn 25 leitete Johann Friedrich Mayer (1762–1830) seine eigene Tuchfabrik, mit der Theodor Goswyn Breuls, Sohn des Firmengründers, im Jahr 1797 fusionierte und die als „Jacob Breuls, Söhne & Mayer“ daraufhin ihren Sitz im Haus Klötzerbahn 27 erhielt. Er wertete sein Anwesen maßgeblich auf, indem er die Treppengeländer und Türen im Haus im Stil des Rokoko und des Empire erneuern und im Jahr 1801 ein geräumiges Gartenhaus erbauen ließ, das er ebenso wie einen Großteil der Inneneinrichtung im Herrenhaus mit wertvollen Stuckarbeiten des italienischen Künstlers Petrus Nicolaas Gagini ausstatten ließ, die dieser zumeist mit „GAGINI INVENIT SCULPSIT 1801“ signiert hat.
Die Fusion wurde am 1. Juni 1825 aufgelöst und Mayer führte fortan den Betrieb auf der Klötzerbahn 27 als Alleinverantwortlicher unter der Firmierung „Tuchfabrik J. F. Mayer“ weiter. Im Jahr 1845 übergab er die Firma seinem Sohn Julius Mayer (1806–1859), der die Fabrikation in den Bereich der Oestraße verlegte, seinen Wohnsitz jedoch auf der Klötzerbahn 27 behielt. Dessen Enkel Alexander Mayer (1867–1943) veräußerte schließlich das Anwesen 1926 an den Rechtsanwalt Pierre van Werveke, der dieses erstmals als Kanzlei nutzte.
Bereits während des Zweiten Weltkriegs zog ab 1940 unter deutscher Besatzung das Amtsgericht Eupen in den Gebäudekomplex ein, nachdem van Werveke sich zuvor nach Brüssel abgesetzt hatte. Das Friedensgericht Eupen verblieb auch weiterhin in dem nunmehrigen Justizgebäude, nachdem die nunmehr ab 1945 erneut belgische Stadt Eupen die Immobilie im Jahr 1951 übernommen hatte. Die Stadt nutzte das Anwesen sowohl als Kanzlei des Friedensgerichts des Gerichtskantons Eupen und als Arbeitsgericht des Gerichtsbezirks Eupen als auch zwischenzeitlich als Dienstwohnung für den Bürgermeister Hugo Zimmermann. Nach dem Tod von Zimmermann wurde der weitläufige Garten als neuer „Stadtpark“ der Öffentlichkeit zugänglich gemacht, wobei in der Folgezeit der  dortige Gartenpavillon zunehmend verfiel und schließlich 1978 abgerissen werden musste. Im Jahr 1980 übernahm der belgische Staat das Justizgebäude und ließ das vom Verfall bedrohte Haus grundlegend renovieren und 1985 unter Denkmalschutz stellen.
Nachdem im Herbst 2020 die Eupener Gerichtsinstanz in einen Neubaukomplex auf dem Rathausplatz umgezogen war, wurde die Immobilie Haus Klötzerbahn 27 der Regierung der Deutschsprachigen Gemeinschaft übertragen, die diese seitdem ebenso wie zuvor bereits das Anfang der 2000er Jahre erworbene Haus Gospertstraße 17 als zusätzliche Räumlichkeiten für das zwischen beiden Häusern liegende neu erbaute Ministeriumsgebäude der Deutschsprachigen Gemeinschaft nutzt.

## Baucharakteristik

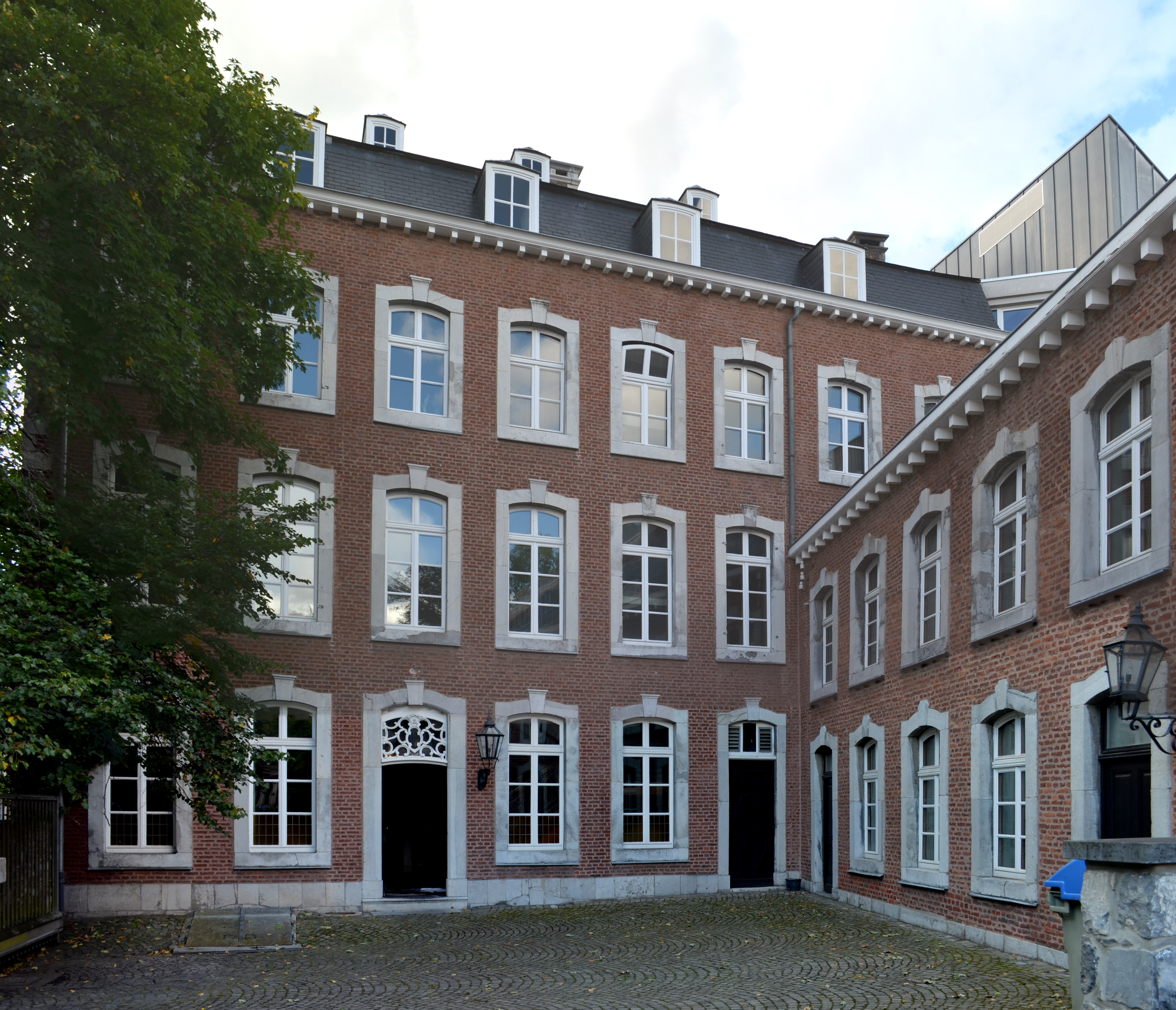
Rückseitige Ansicht

Bei dem Bürgerhaus handelt es sich um einen Ziegelsteinbau mit drei Geschossen in abnehmender Höhe sowie mit neun Achsen an seiner Straßenseite und acht Achsen an seiner Rückseite. Er ist aufgebaut auf einem zweireihigen, großquadrigen Sockel mit abgerundetem Kellereingang. Dem ganzen aufgesetzt ist über einem profilierten Gesimsband ein mit Schiefer bedecktes Mansarddach, das einen doppelstöckigen Speicher umfasst, in dem sieben über die zwei Geschosse der beiden Traufseiten des Daches verteilte stichbogige Fenstergiebel angeordnet sind. Aus dem Dach ragen zudem drei Kamine aus Ziegelsteinen mit Eckquadern in Zahnschnittfolge heraus.
Rückseitig zum Hauptbau befindet sich rechtwinklig an den beiden nördlichen Achsen ein sechsachsiger zweigeschossiger Anbau im gleichen Baustil, jedoch mit einem Satteldach mit Aufschieblingen über Klötzen. Beiden Gebäuden gleich sind die markanten Blausteineinrahmungen der segmentbogenartigen Fenster und Türen mit profiliertem, trapezförmigem Keilstein sowie die Eckquader in gerader Schnittfolge.
Der Haupteingang an der Straßenseite verläuft über eine dreistufige, rechteckige Freitreppe durch eine stichbogige Tür mit profiliertem Rahmen unter einer Traufleiste. Der rückwärtige Hauptzugang befindet sich in der dritten Achse mit reich geschnitztem Türflügel und Oberlicht. Weitere einfacher gestaltete Zugänge befinden sich in der sechsten Achse des Hauptgebäudes sowie in der ersten und fünften Achse des Anbaus.
In der Inneneinrichtung zeigt sich der Lebensstil der wohlhabenden Tuchfabrikanten und wird geprägt durch das helle Treppenhaus mit den hölzernen Treppengeländern und Türen im Stil des Rokoko und des Empire sowie durch die zahlreichen Stuckarbeiten sowohl im Treppenhaus als auch in den Räumen des Friedensrichters und im Sitzungssaal durch den Künstler Petrus Nicolaas Gagini, die mit der Jahreszahl 1801 persönlich von ihm signiert sind.
An den Wänden des Treppenhauses finden sich Stuckmotive aus der griechischen Mythologie wie beispielsweise von Zeus, oder Demeter oder von Heldinnen der Geschichte wie Jeanne d’Arc. In den Innenräumen dominieren die Stuckumrahmten Kaminstücke sowie ganze Wände ausfüllende Kunstwerke verschiedener Allegorien, unter anderem der Schönen Künste und des Spiels, verziert mit floralen Motiven. Diese Kunstwerke wurden zuletzt im Jahr 2007 weitestgehend saniert.

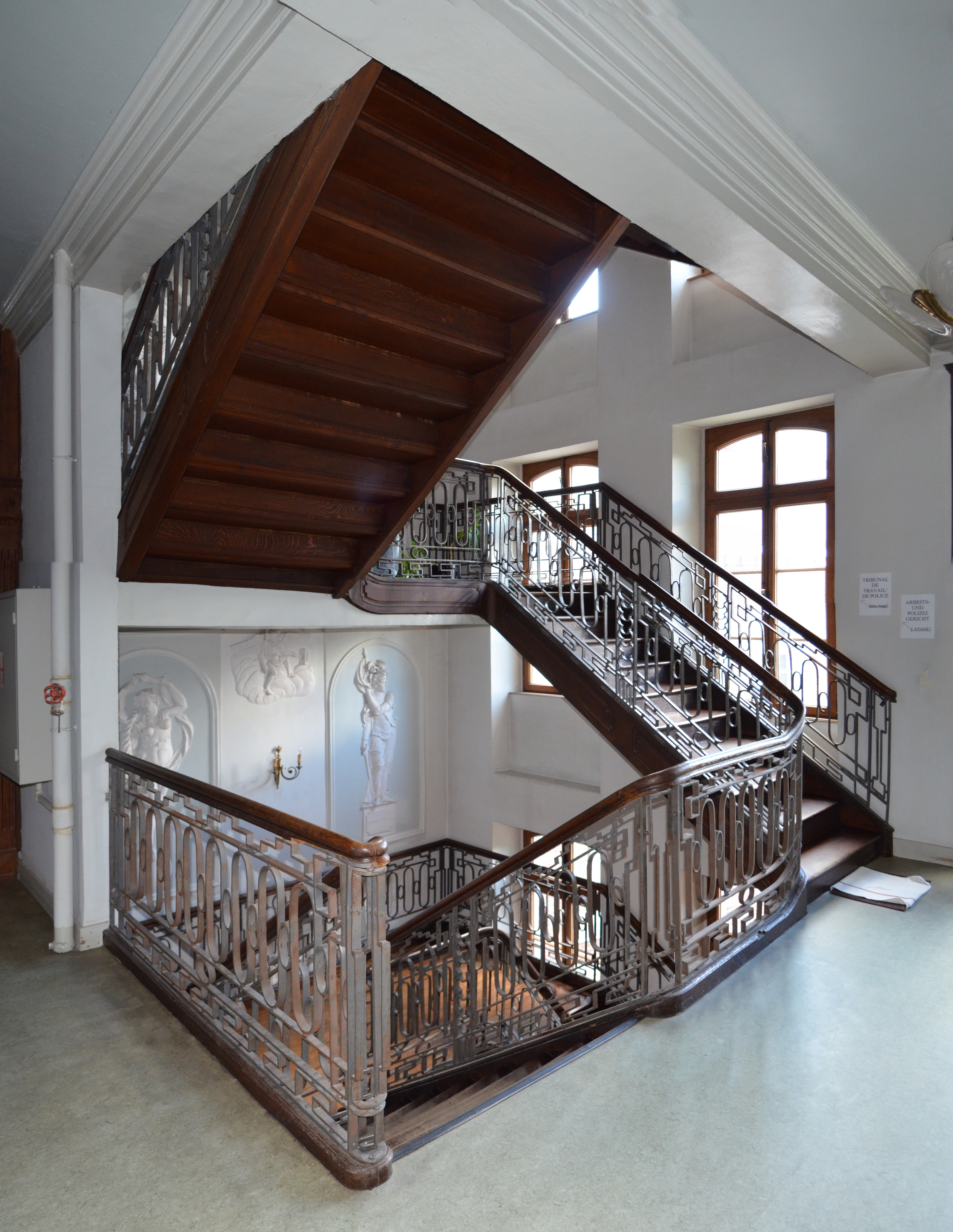
Treppenhaus
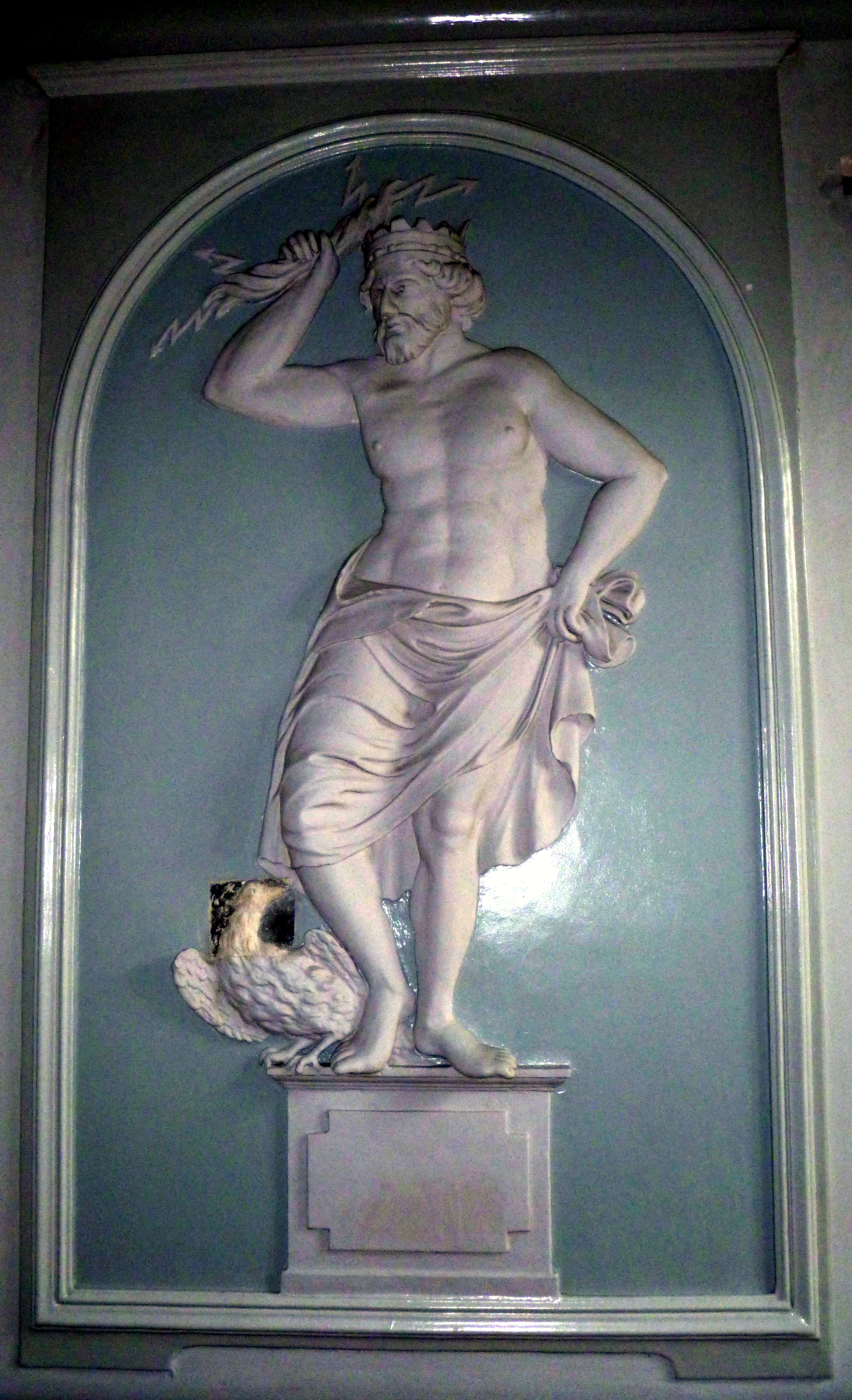
Zeus
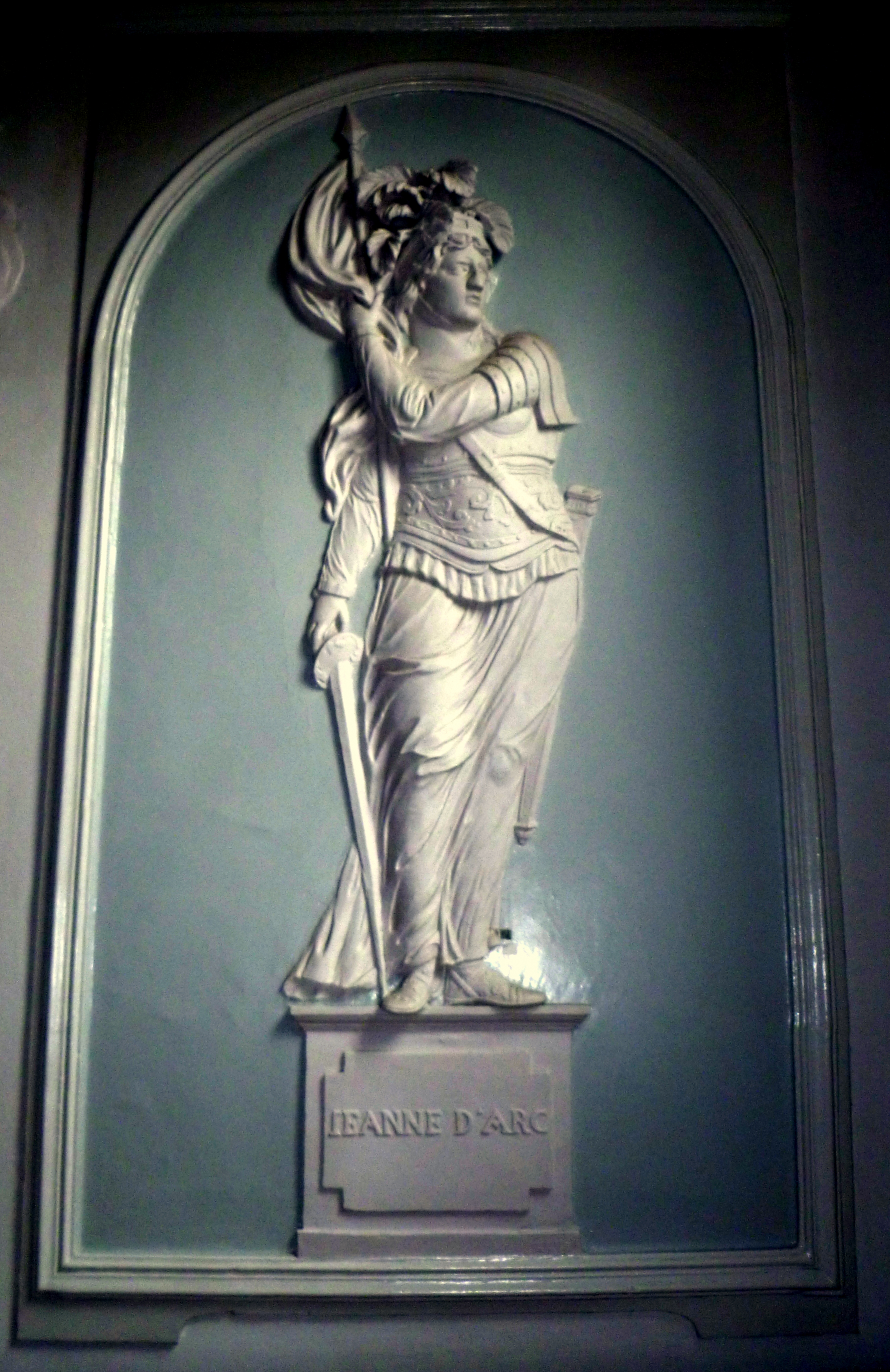
Jean D’Arc
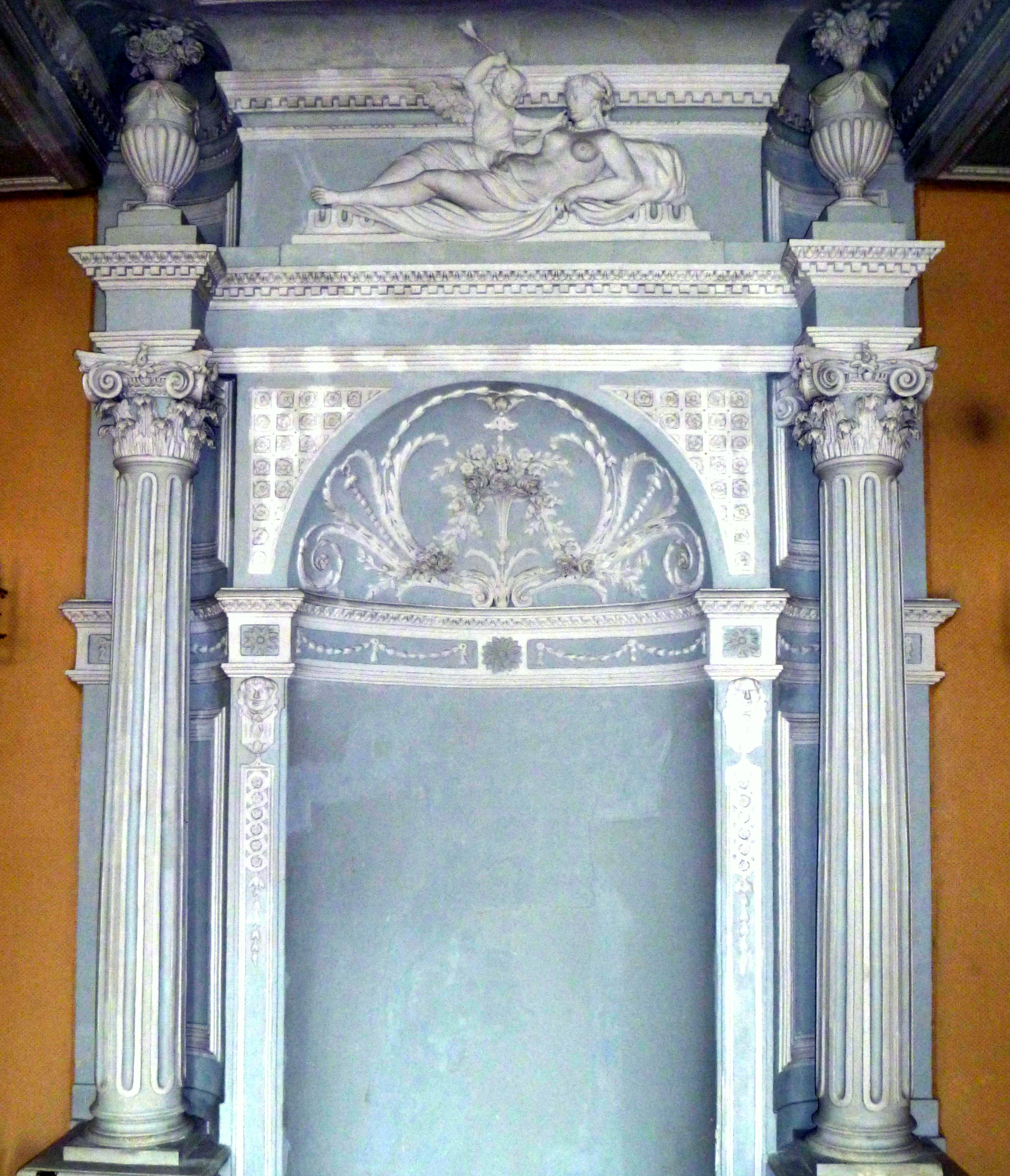
Kamin Gerichtssaal
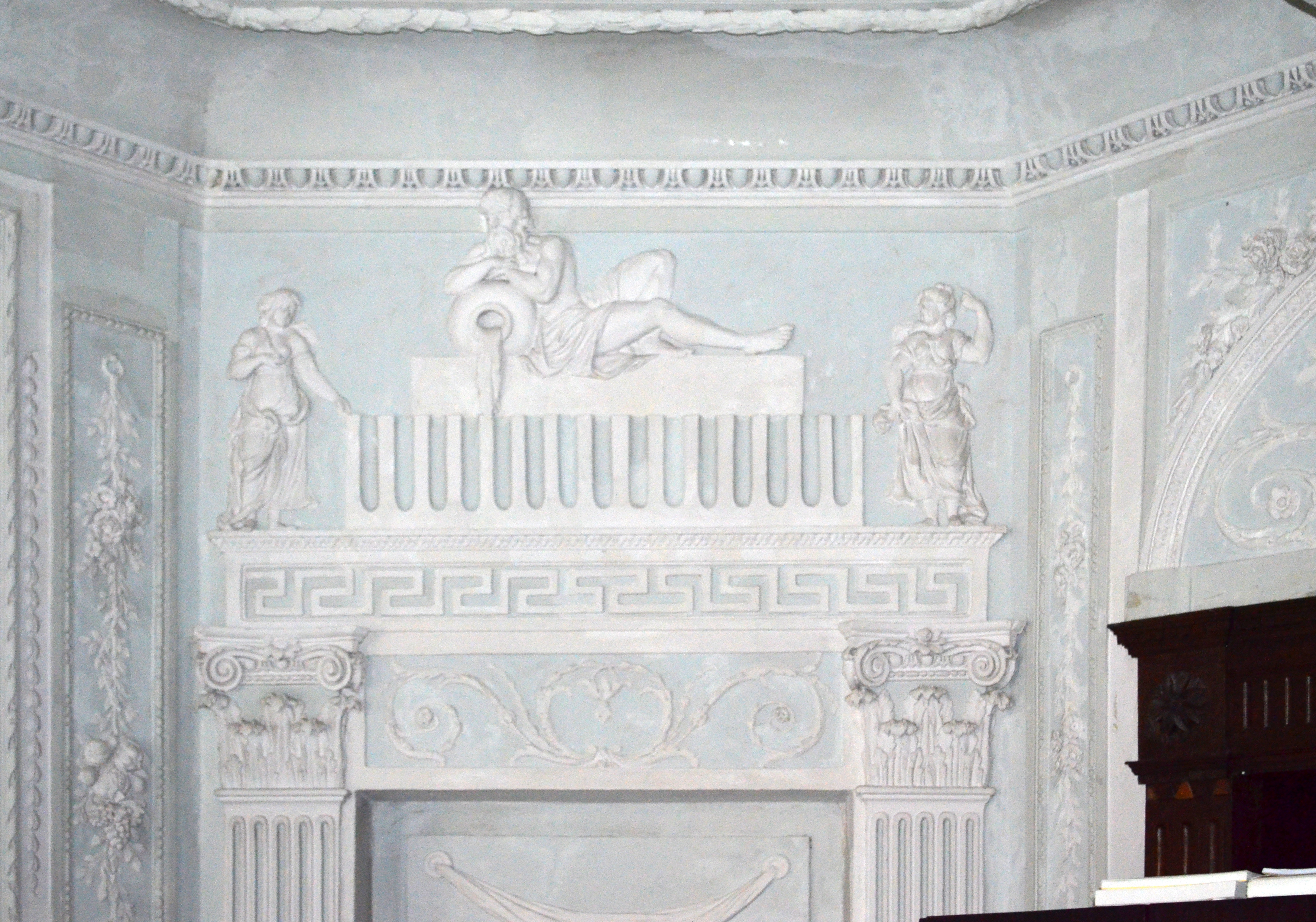
Kamin Büroraum
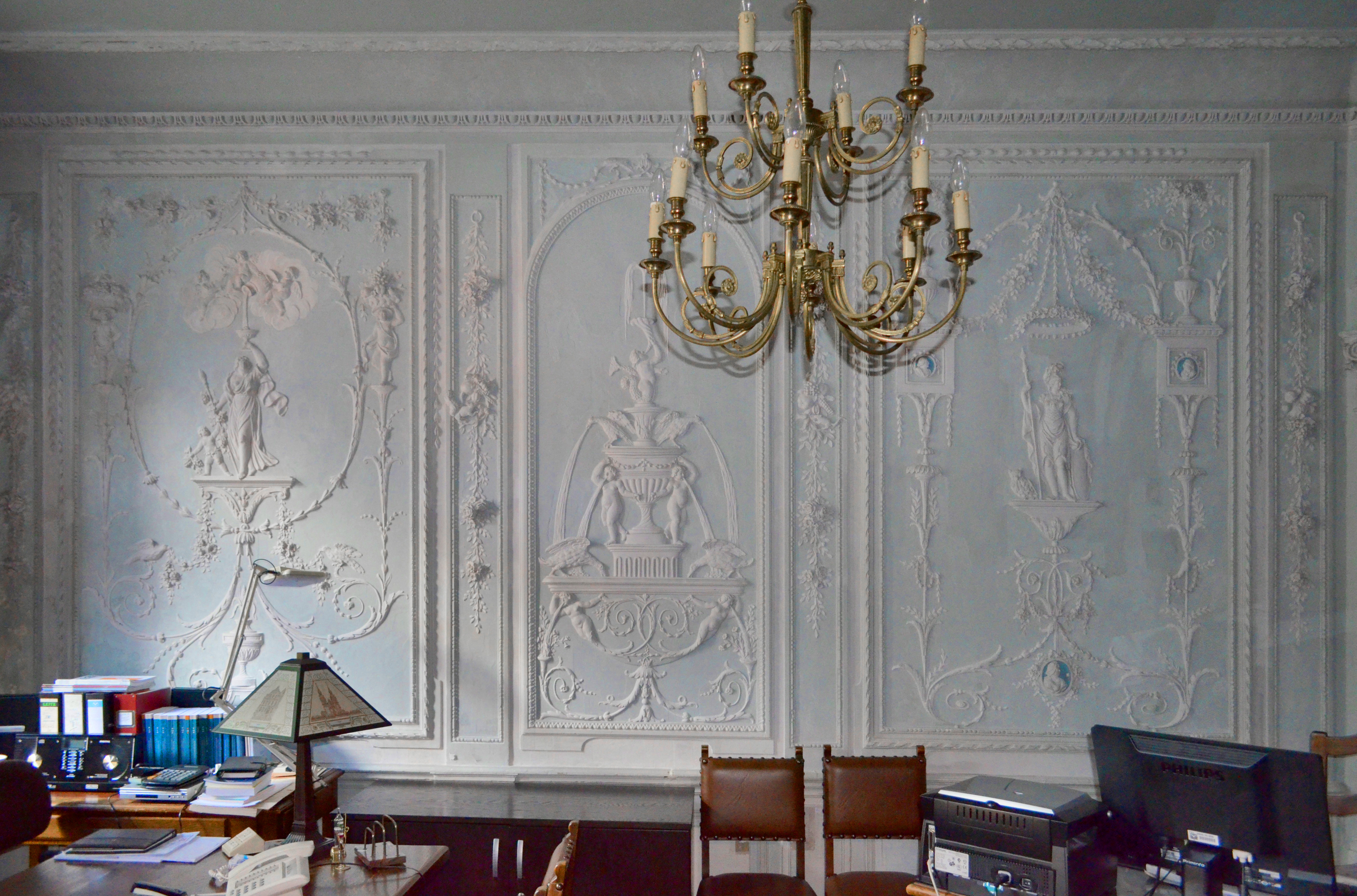
ehemaliges Büro des Friedensrichters

### Gartenhaus

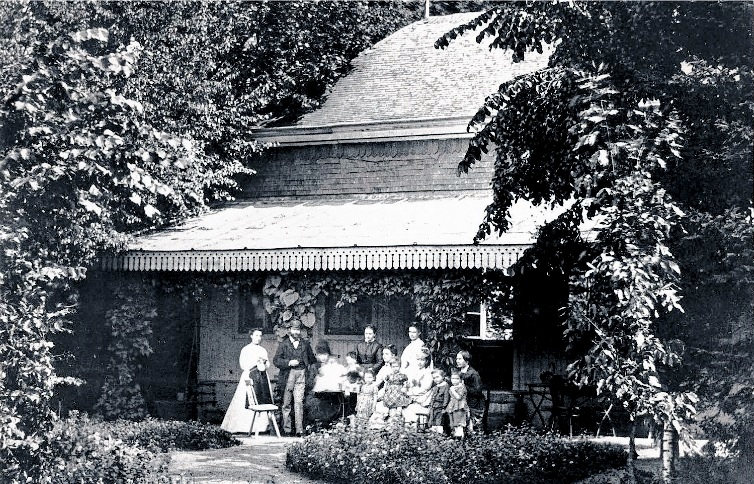
Gartenpavillon um 1870 mit Julius Mayer und Familie

Eine bauhistorisch traurige Rolle spielt der ebenfalls 1801 erbaute luxuriöse Gartenpavillon. Dieser war ein rechteckiger fünfachsiger Bau, der ursprünglich teilweise als Fachwerkhaus, teilweise als Ziegelbau auf einem Blausteinsockel hochgezogen worden war. Das Gebäude ist eingeschossig mit nach vier Seiten abfallendem
Dach. Die Eingangsfassade wurde mit einer Holzvertäfelung und die Gebäudeseiten mit Zinkblechen versehen. Der Zugang in den Pavillon befand sich in der mittleren Achse und war mit einer breiten Doppelflügel-Eingangstür gestaltet, der drei breite Blausteinstufen vorgelagert waren. Der Innenraum war in mehrere Teilbereiche unterteilt, darunter einen Gesellschaftsraum und hinter einer zweiten Querwand eine Küche, die durch eine mit Spiegeln flankierte Doppeltür erreicht werden konnte.
Im Inneren imponierte der Pavillon mit Stuckdekor des Meisters Gagini, der hier überwiegend Motive aus der römischen Mythologie verwendet hat. Die Decke war mit weißen Stuckarbeiten auf blauem Grund verziert und mit einem zentralen Medaillon versehen, auf dem Jupiter seine Blitze auf die Erde schleudert. Die Innenwände waren unter anderem mit Darstellungen von Merkur, Diana, Mars, Venus, Minerva, Neptun, Juno und Bacchus geschmückt. Die Gesimse über den Türen und den Spiegeln waren von Gagini mit idyllischen Szenen, Gestalten und Landschaften wie beispielsweise die drei Grazien, Leda mit
dem Schwan und der Raub der Proserpina ausgestaltet worden.
Die Umwidmung des Villengartens zum Stadtpark nach dem Tod des Bürgermeisters Zimmermann bewirkte, dass der nunmehr öffentliche Gartenpavillon immer mehr verfiel, zunehmend von Vandalismus betroffen und von den städtischen Gärtnern als Ersatzgerätehaus fehlgenutzt wurde. Im Stadtrat wurde in den Folgejahren immer wieder diskutiert, ob und wie man diesen Zustand ändern könne und überhaupt will. In einer Zeit, wo es noch keinen offiziellen Denkmalschutz gab, wurde schließlich 1978 entschieden, den Pavillon weitestgehend zu zerlegen und wertvollere Bestandteile auf einer privaten Lagerfläche des Unternehmers Gert Noël zu deponieren, um diese eventuell später neu restauriert wieder aufbauen zu können. Diesbezüglich hat sich jedoch bis zum heutigen Tage (2022) nichts getan und das Vorhaben scheint in Vergessenheit geraten zu sein.